# Phoroncidia sjostedti
Phoroncidia sjostedti är en spindelart som beskrevs av Albert Tullgren 1910. Phoroncidia sjostedti ingår i släktet Phoroncidia och familjen klotspindlar.
Artens utbredningsområde är Tanzania. Inga underarter finns listade i Catalogue of Life.